# Microhasarius
Microhasarius Simon, 1902 è un genere di ragni appartenente alla famiglia Salticidae.

## Etimologia
Il nome è composto dal greco , mikròs, che significa piccolo, di minori dimensioni e il genere Hasarius con il quale condivide vari caratteri

## Caratteristiche
Questo genere ha un cefalotorace di color rosso-giallognolo, con una sottile linea nerastra laterale
L'opistosoma è marrone chiaro con macchie sparse di colore più scuro e una striscia mediana, anch'essa di colore scuro

## Distribuzione
Le due specie oggi note di questo genere sono indonesiane: una è endemica del Borneo, l'altra di Giava.

## Tassonomia
A dicembre 2010, si compone di due specie:
- Microhasarius animosus Peckham & Peckham, 1907 — Borneo
- Microhasarius pauperculus Simon, 1902[4] — Giava